# 伊豆世界 大家的夏威夷
35°0′44.3″N 138°56′28.8″E / 35.012306°N 138.941333°E

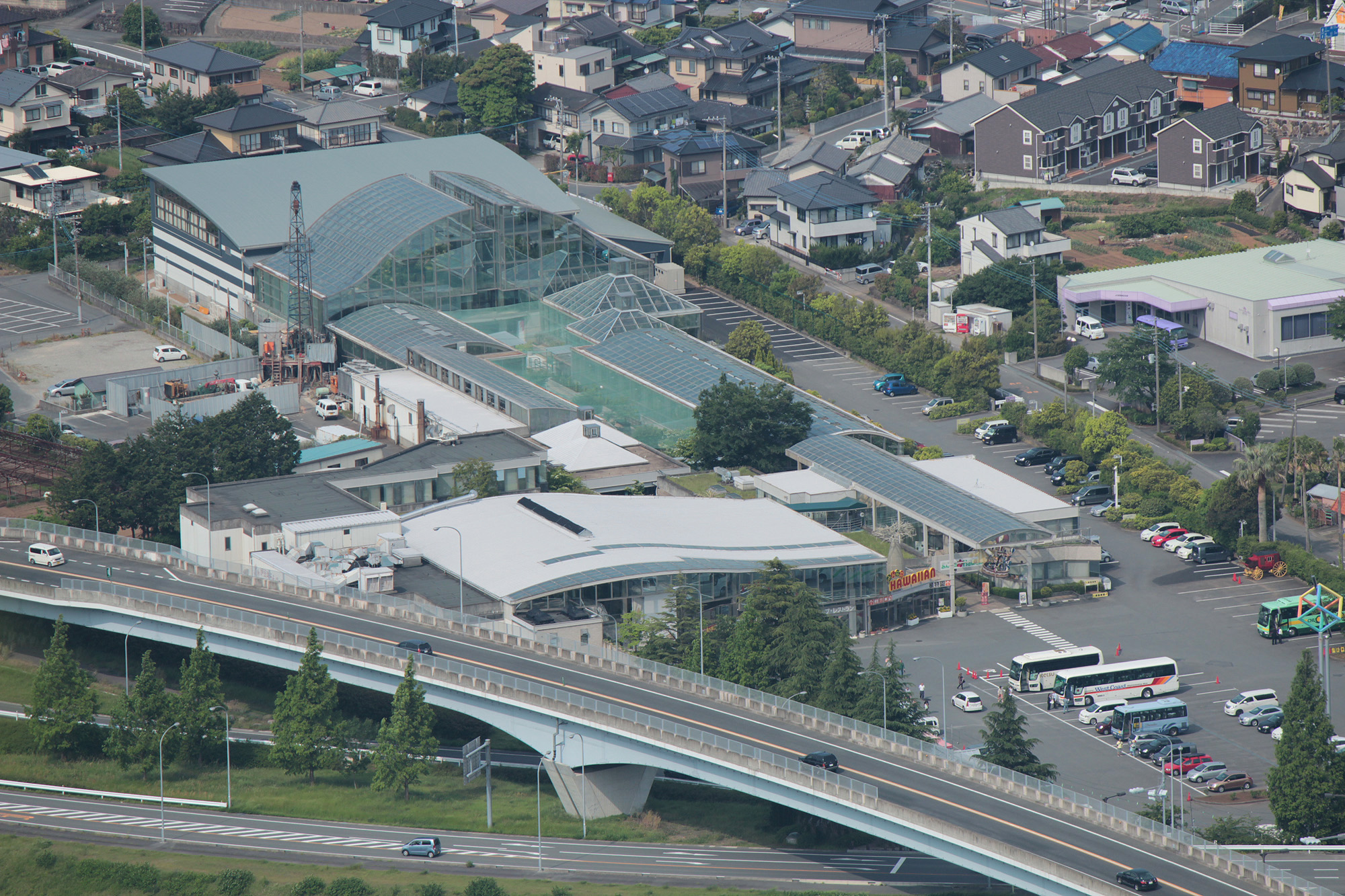
園區空拍圖

伊豆世界 大家的夏威夷（日语：IZU・WORLD みんなのHawaiians），是一間位於日本靜岡縣伊豆之國市，由時之栖株式會社經營的大型動物園暨植物園。已於2017年8月31日結束營業，轉型為IZU VILLAGE飯店繼續營運。

## 歷史摘要
- 1976年以「伊豆洋公園」（伊豆洋らんパーク）為名開始營運，為專注於熱帶蘭花培育的植物園。
- 2012年5月2日，由時之栖株式會社接手後更改營運方針，因而更改為現名「伊豆世界 大家的夏威夷」（IZU・WORLD みんなのHawaiians）。
- 2017年6月，因財務虧損而決定結束園區營運並修改營運方向。植物園開放免費入場。[2]
- 2017年8月31日，正式關閉園區。
- 2017年9月，轉型為IZU VILLAGE（日语：IZU VILLAGE）飯店，於原址繼續營運[3]。

## 園區設施
園區內擁有500種以上的印度洋以及熱帶動植物、以及大量的熱帶蘭花，此外還有商店、手工藝教室、泡腳池．．．等等的設施。
- 營業時間：上午9:00-17:00(全年無休，最後入場時間16:30)
- 擁有200個停車位。
- 票價：全票1,200日元，12歲以下兒童600日元。2017年6月上旬開始，植物園部分免費開放。
- 餐廳
- 可自由進行攝影

## 交通資訊
- 電車：JR三島站轉乘伊豆箱根鐵道駿豆線，約25分後於田京站下車。出站後徒步8分鐘。
- 汽車：從東名高速公路的沼津交流道（日语：沼津インターチェンジ）下，行車約50分鐘。

## 備註
1. ↑  因無官方中文名稱，因此以2014年自由時報報導介紹為主。孫梓評. . 自由時報. 2014-07-16  [2019-07-25]. （原始内容存档于2019-07-24） （中文（臺灣））.
2. ↑  . 毎日新聞. 2017-07-13  [2017-10-29]. （原始内容存档于2019-07-24） （日语）.
3. ↑  . 伊豆経済新聞. 2018-11-22  [2019-07-25]. （原始内容存档于2019-07-24） （日语）.
4. ↑  . my旅しずおか ／ マイ旅net.   [2019-07-25]. （原始内容存档于2015-05-01） （日语）.

## 外部連結
- IZU・WORLD みんなのHawaiians公式サイト（Internet Archive）（日語）
- 伊豆世界 大家的夏威夷的Facebook專頁（日語）